# 베이징 정변
베이징 정변(중국어:北京政变) 또는 북경정변은 1924년 10월 23일에 펑위샹이 쿠데타를 일으켜 북양군벌이자 중화민국 총통이었던 차오쿤을 몰아낸 사건을 일컫는다. 크리스천 장군으로도 불리던 펑위샹은 이를 수도혁명이라 칭했다. 이 쿠데타를 계기로 친일 성향의 군벌인 봉천파가 전세를 역전하여 직예파를 무찌르게 되는 계기가 되었다. 이 쿠데타의 결과로 11월 23일에 친일 성향의 보수 정부가 들어섰고, 돤치루이가 집정으로 취임했다.
또한 쿠데타에 성공한 펑위샹은 이어서 1912년의 대청황실우대조건을 일방적으로 수정한 뒤 청나라 황실을 협박해 관철시켰다. 이에 따라 펑위샹의 군대가 자금성을 점령했으며, 선통제와 황후를 비롯한 청나라 황실은 단강태비의 장례식 기간이었음에도 불구하고 자금성에서 축출되었다. 선통제는 그의 부친인 순친왕의 저택에 강제로 머물러야 했다.

## 배경

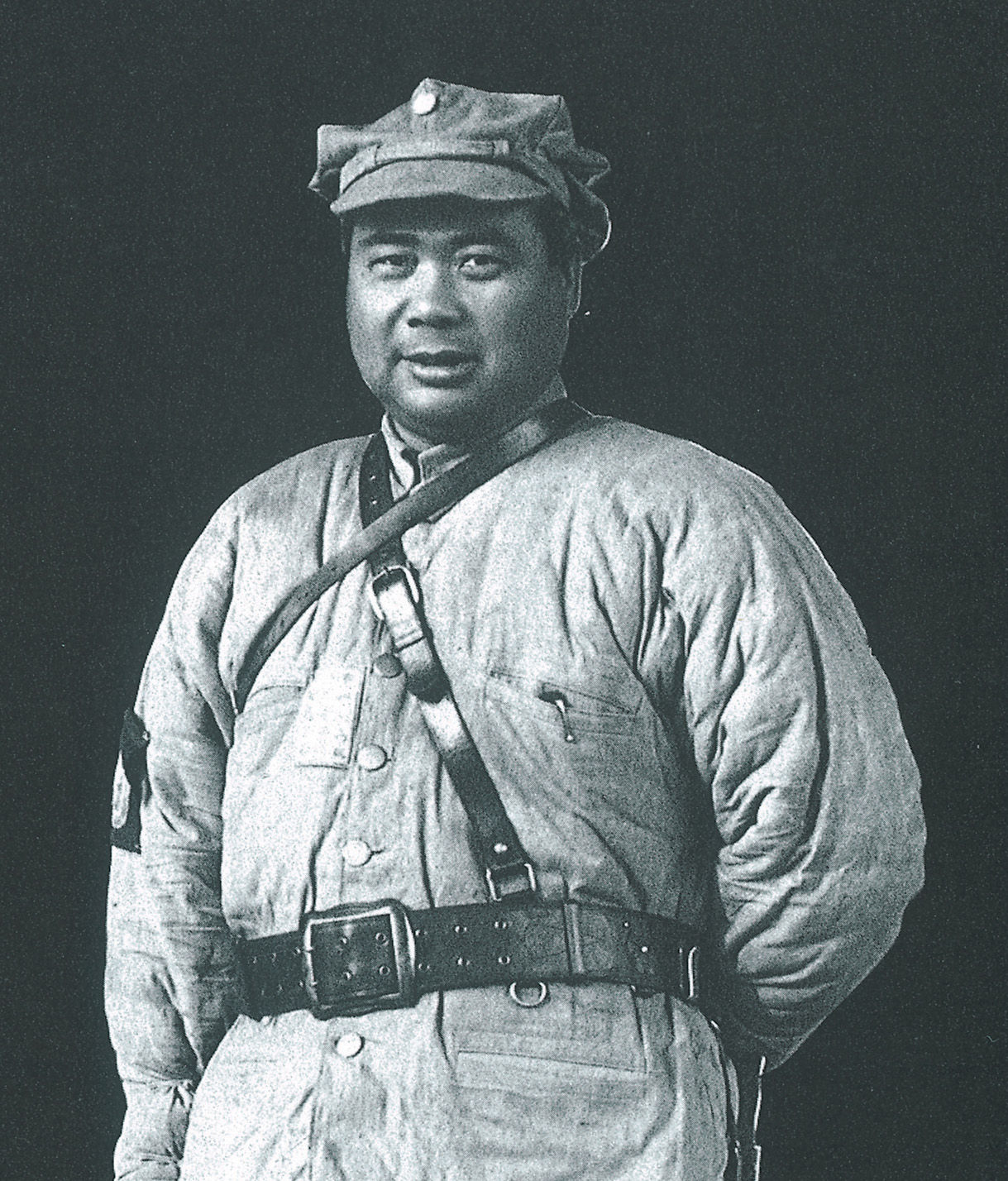
베이징 정변의 주역 펑위샹

위안스카이의 직계 군벌 그룹인 직예파의 군대는 우페이푸의 지휘를 받고 있었으며, 이미 1922년에 봉천파를 무찌르고 화북일대를 비롯한 중국 북부 지역을 점령하고 있었다. 그러나 차오쿤은 거기서 만족하지 않았다. 차오쿤은 리위안훙 총통을 몰아낸 후, 의회를 매수하였다. 결국 차오쿤은 의원들의 표를 돈으로 사서 1923년에 총통으로 선출되었다. 장쭤린, 돤치루이, 그리고 쑨원이 그를 낙선시키기 위한 반대 공작을 벌였음에도 불구하고, 차오쿤은 총통이 될 수 있었다. 조곤은 총통으로 취임한 이후부터 봉천파를 비롯한 정적들을 탄압하는 데 주력하였다.
그의 부하 중 한명으로 직예파에 속해 있던 펑위샹은 차오쿤과 우페이푸에 대해 크게 실망하게 되었다. 그는 광저우에서 쑨원이 이끄는 국민당의 주장에 공감하였고, 일본 역시 그에게 경제적 지원(당시 금액으로 150만 위안)을 해 주었다(장쭤린에게도 지원을 했다). 일본은 반일감정이 팽배하던 직예파 차오쿤 정부를 몰아내주길 원했다. 1924년 가을, 직예파는 만주 군벌 장쭤린이 이끄는 봉천파와 다시 충돌하였다. 처음에는 우페이푸가 이끄는 직예파 군대가 우세하였다. 당시 봉천파가 무너진다면, 직예파는 군벌 중 유일한 최강자가 되어, 강남 일대의 경쟁자들(국민당)은 손쉽게 제압할 수 있었다.

## 사건의 경과

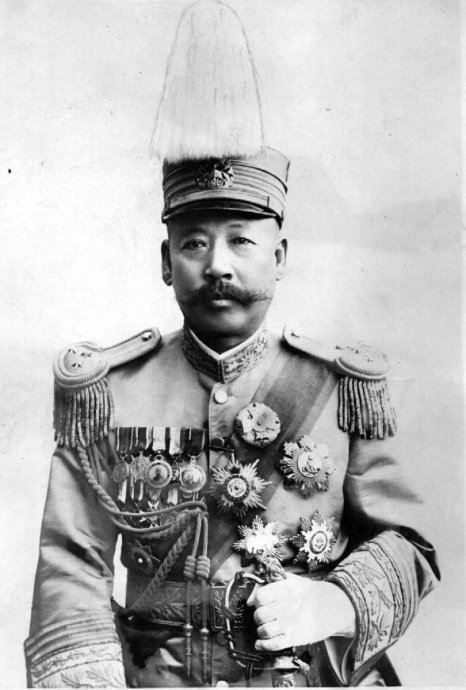
차오쿤

그러나 베이징의 방어를 맡고 있던 펑위샹이 직예파를 배신하고 봉천파에 가담하면서 상황은 역전되었다. 10월 23일 이른 새벽에 펑위샹의 군대는 만주의 장쭤린을 치러 가다가 만리장성 인근의 고북구에서 회군하였다. 공모자였던 손악과 호경익이 북경성의 북문을 열고 맞이하였으며, 펑위샹의 군대는 신속하게 정부청사 및 공공기관을 점령하였다. 펑위샹의 군대가 빠르게 베이징 내외의 교통로를 막았으므로, 차오쿤은 외국 공사관으로 도주하지도 못한 채 총통부에 연금되었다. 한편, 펑위샹의 쿠데타로 승기를 잡은 장쭤린은 봉천에서의 수세를 만회한 후 의기양양하게 남진했으며, 톈진 인근에서 직예파 군대를 크게 격파하였다.
우페이푸를 비롯해 남아 있던 그의 군대는 중국 중부지역으로 패주하였으며, 중국의 북부일대는 봉천파와 풍옥상 지지자들을 중심으로 분리되었다. 장쭤린은 베이징 북동부의 부유한 지역을, 풍옥상은 북서부의 빈곤한 지역을 각각 획득하였다.

## 선통제의 자금성 출궁

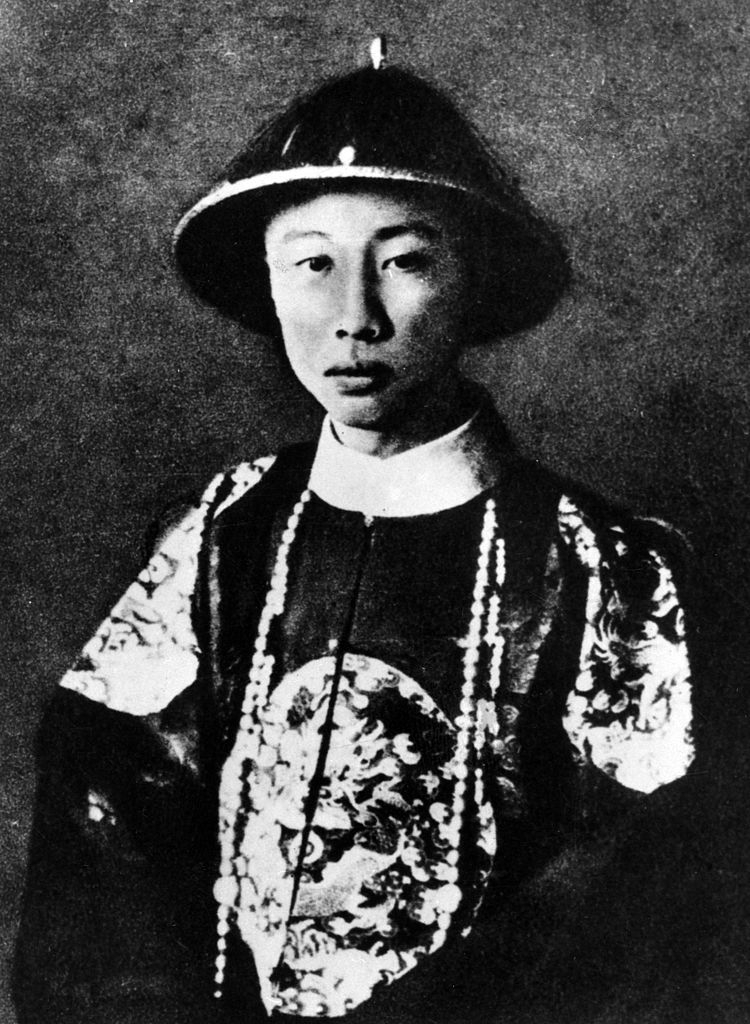
퇴위 후 자금성에 머물던 시절의 선통제

1924년 11월 5일 오전 9시 경, 펑위샹의 참모인 루종린과 그 부하들은 신무문에서 궁정 호군들을 무장해제시킨 뒤 해산을 명령하였다. 루종린은 내무부를 찾아가 부의 선생과의 회견을 요구하면서, 세 시간 안에 자금성에서 나가라는 명령을 전하러 왔다고 밝혔다. 그리고 그들은 대청황실우대조건의 수정본을 즉시 승인해야 한다고 압박했다. 그 내용은 다음과 같다 :
대청황제는 공화국과 그것을 구성하는 다섯 민족의 정신에 진심으로 공감을 표하고자 하며, 공화국의 여러 제도를 더 이상 위반하고 싶지 않기 때문에, 만주 황실 우대 조건을 다음과 같이 수정한다.

제1조. 금일부터 선통 황제는 황제의 존호를 영구히 폐지한다. 이후에는 법률상 공화국 시민에게 부여된 모든 권리를 향유하기로 한다.

제2조. 이 조건으로 수정한 이후부터 공화국 정부는 청조 황실에 해마다 50만 달러의 보조금을 지급하고, 북경의 빈민에게 일자리를 제공하기 위한 공장 설립에 200만 달러를 지출한다. 만주 기인 출신의 빈민은 우선 고용한다.

제3조. 청조 황실은 원 '우대 조건'의 제3조에 따라 금일 자금성을 떠나야 한다. 이후 자유롭게 주거를 선택할 수 있으나, 그들을 보호할 책임은 공화국 정부가 계속 지기로 한다.

제4조. 청조 황실의 종묘나 황릉에서 거행되어온 제례는 영구히 유지되며, 공화국은 종묘와 황릉을 적절히 보호하기 위해 경비병을 파견키로 한다.

제5조. 청조 황실의 사유재산은 황실에 귀속되며 황실이 전적으로 향유한다. 공화국 정부는 그 재산을 특별히 보호해야 한다. 단, 모든 공공 재산은 공화국 정부에 귀속키로 한다.

선통제와 청나라 황실은 결국 자금성을 떠났고, 선통제의 부친인 순친왕의 저택에 연금되었다. 선통제의 스코틀랜드계 영국인 사부였던 레지널드 존스턴은 공화국이 이 새로운 협약을 충실하게 준수하겠다는 보장이 어떤 형태로도 포함되어 있지 않다는 치명적인 결함을 발견했다. 레지널드 존스턴은 그것을 기초한 목적은 오로지 중국인과 외국인의 눈을 속여 황제가 공정하고 관대한 처우를 받고 있다고 여기게끔 만드는 것이라 보았다.

## 영향

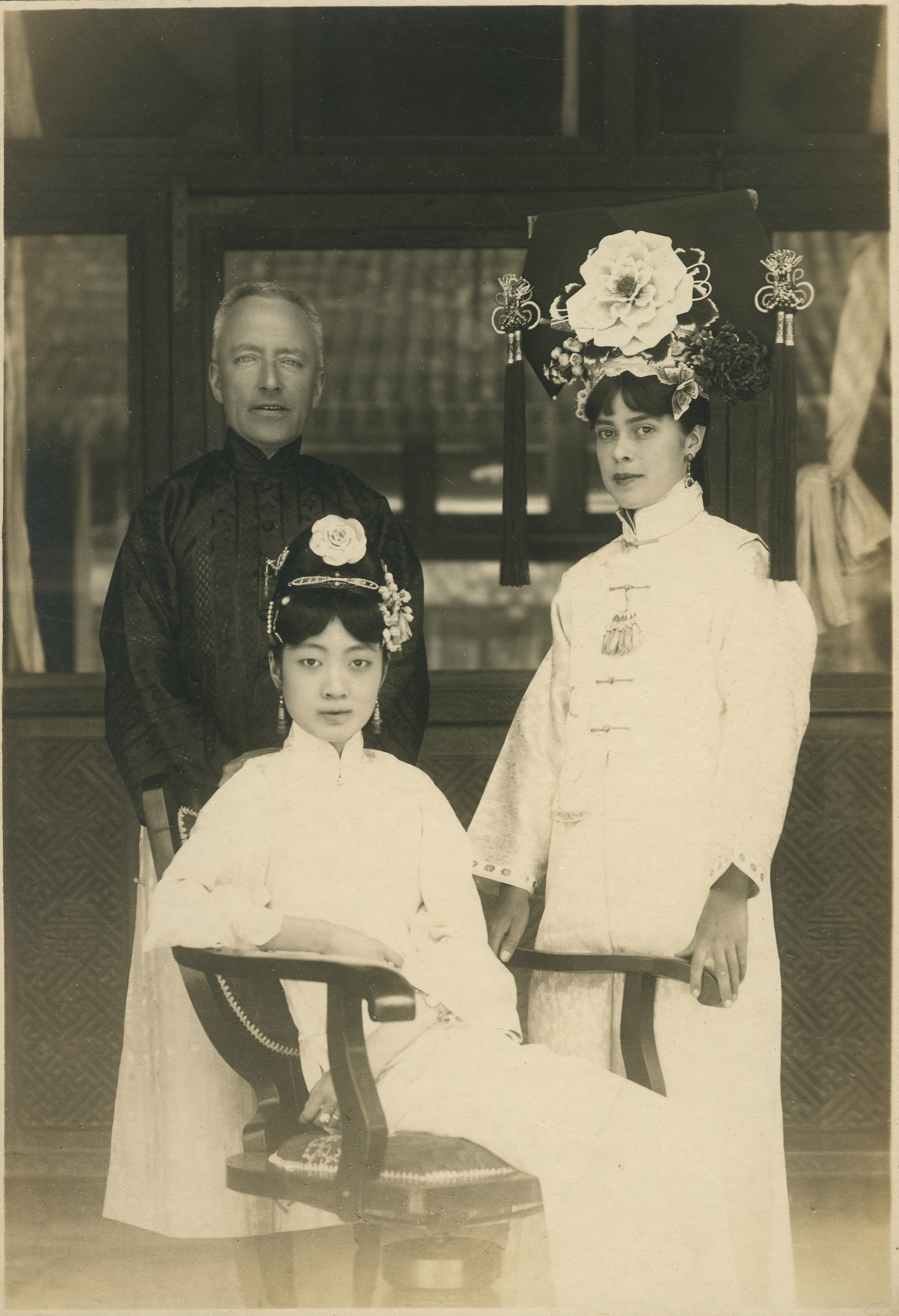
레지널드 존스턴과 황후 완용, 이사벨라

그러나 펑위샹의 우세는 오래가지 않았다. 펑위샹과 장쭤린의 의견이 유일하게 합치된 것은 부패한 국회를 해산하고 돤치루이를 집정으로 한 친일 임시정부의 수립뿐이었다. 그 외에는 양측이 정권 다툼을 벌이며 치열하게 경쟁하였다. 장쭤린이 호위대를 이끌고 베이징에 입성하자, 펑위샹은 잠시 정계에서 은퇴하였다. 하지만 베이징은 여전히 펑위샹의 군대가 지배하고 있었고, 위협을 느낀 장쭤린은 곧 베이징을 떠났다. 그와 동시에 펑위샹은 다시 정계에 복귀하였으며, 장쭤린과 전쟁을 벌이게 되었다.
이후 펑위샹, 장쭤린, 돤치루이 그리고 쑨원은 교섭을 통해 거국적 화합을 하기로 결정했다. 이를 위해 쑨원은 베이징에 왔으나 1925년 3월에 사망하였다. 봉천파와 직예파 그리고 펑위샹을 비롯한 군벌 세력들은 이후 중국 북부 일대에서 무력 충돌을 거듭하였고, 중국은 1928년에 장제스가 이끄는 국민당이 북벌을 완수할 때까지 다시 전란의 세월을 보내게 되었다.
펑위샹은 자신의 부대를 국민군으로 개편하고 장쭤린과 싸웠으나 수세에 몰리자 장개석의 국민당에 투항하였다. 하지만 장제스와 결별한 뒤 대립하다가 패배해 추방되었다. 한편, 만주를 기반으로 한 장쭤린은 일본의 지원을 업고 봉천파를 이끄며 장개석의 국민당에 끈질기게 항전하였다. 그러나 폭살사건으로 장쭤린이 사망하자, 그의 아들 장쉐량을 비롯한 봉천파 일부는 대거 장제스의 국민당에 투항하였다. 그러나 1931년에 일본제국이 만주사변을 일으켜 만주를 장악하게 되었다.
이 쿠데타로 자금성을 떠난 선통제는 11월 29일에 일본 공사관으로 피신하였다. 이를 계기로 일본은 1925년에 선통제를 톈진의 일본 조계지로 옮겼으며, 만주를 장악한 뒤에는 선통제를 꼭두각시로 내세워 괴뢰국가 만주국을 수립하게 된다.

## 같이 보기
- 군벌
- 군벌 시대
- 펑위샹
- 돤치루이
- 차오쿤
- 선통제
- 제1차 직봉전쟁
- 제2차 직봉전쟁
- 중화민국
- 중국의 역사